# Juegos de la Mancomunidad de 2010
Los XIX Juegos de la Mancomunidad se celebraron en Nueva Delhi (India) del 3 al 14 de octubre de 2010. Participaron un total de 6 081 deportistas de 71 países miembros de la Mancomunidad de Naciones.
Es uno de los mayores eventos deportivos que se han realizado en la capital india, que fue sede de los Juegos Asiáticos de 1951 y de 1982. Además, es la primera vez que la India es sede de los Juegos de la Mancomunidad y la segunda vez que se realizan en el continente asiático (después de Kuala Lumpur 1998). 
Meses antes del inicio, se tenían dudas de la posibilidad de que se realizara el evento en la ciudad, debido a las fuertes lluvias típicas del monzón sudasiático, posibles inundaciones en la ciudad, retrasos de las instalaciones, retiro de deportistas destacados y corrupción de algunos funcionarios del Comité organizador.
A pesar de la incertidumbre inicial, todos los miembros de Mancomunidad de Naciones asistieron al evento. La ceremonia de apertura tuvo lugar el 3 de octubre en el Estadio Jawaharlal Nehru y permitió mejorar la imagen de los Juegos. El Comité Olímpico Internacional, a través de su presidente Jacques Rogge, comentó que la India dio un paso importante para postularse en el futuro a ser sede de los Juegos Olímpicos

## Proceso de candidatura

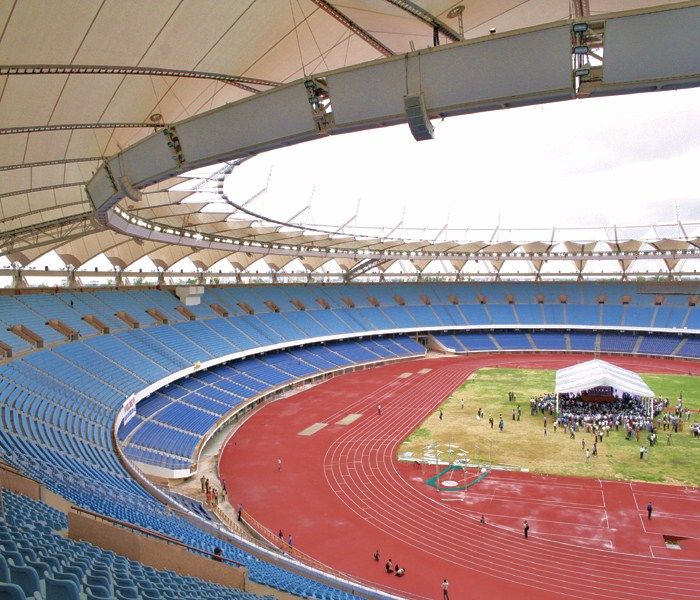
Vista del Estadio Jawaharlal Nehru, principal instalación de los Juegos.

Las dos candidaturas principales para los juegos de 2010, fueron Nueva Delhi (India) y Hamilton (Canadá). En noviembre de 2003, la Federación de los Juegos de la Mancomunidad votó en la Asamblea General en Montego Bay, Jamaica. La candidatura de Nueva Delhi con el lema «Nuevas fronteras y amistades» (en inglés, New Frontiers and Friendships) ganó por un margen de 46 votos contra 22, mientras que Canadá perdió por en sus deseos de ser sede de los Juegos por quinta vez.

## Deportes
Se disputaron 260 competiciones en 17 deportes. Además, el kabaddi contó como deporte de exhibición.
| - Natación: - Salto - Natación - Nado Sincronizado - Tiro con arco - Bádminton - Boxeo | - Ciclismo: - Ciclismo de Pista - Ciclismo de Ruta - Gimnasia: - Gimnasia artística - Gimnasia rítmica - Hockey sobre césped - Bolos | - Netball - Rugby 7 - Tiro olímpico - Squash - Tenis - Tenis de mesa - Halterofilia - Lucha |

## Naciones participantes
Participaron 71 naciones en la décima novena edición de los Juegos de la Mancomunidad. Fiyi fue suspendido de la Mancomunidad, por lo cual se prohibió su participación. Ruanda envió por primera vez un delegación. En paréntesis se detalla la cantidad de atletas por país.
| - Anguila (15) - Antigua y Barbuda (19) - Australia (377) - Bahamas (25) - Bangladés (70) - Barbados (28) - Belice (9) - Bermudas (14) - Botsuana (49) - Brunéi (12) - Camerún (20) - Canadá (251) - Chipre (56) - Dominica (15) - Escocia (191) - Gales (175) - Gambia (17) - Ghana (64) - Gibraltar (15) | - Granada (10) - Guernsey (43) - Guyana (34) - India (495) - Inglaterra (365) - Irlanda del Norte (80) - Isla de Man (33) - Isla Norfolk (22) - Islas Caimán (17) - Islas Cook (31) - Islas Malvinas (15) - Islas Salomón (12) - Islas Turcas y Caicos (8) - Islas Vírgenes Británicas (2) - Jamaica (48) - Jersey (33) - Kenia (136) - Kiribati (17) | - Lesoto (10) - Malasia (203) - Malaui (43) - Maldivas (28) - Malta (22) - Mauricio (60) - Montserrat (5) - Mozambique (10) - Namibia (30) - Nauru (6) - Nueva Zelanda (192) - Nigeria (101) - Niue (24) - Pakistán (54) - Papúa Nueva Guinea (79) - Ruanda (22) - Samoa (53) - San Cristóbal y Nieves (7) | - San Vicente y las Granadinas (14) - Santa Elena, Ascensión y Tristán de Acuña (4) - Santa Lucía (13) - Seychelles (26) - Sierra Leona (31) - Singapur (68) - Sri Lanka (93) - Suazilandia (11) - Sudáfrica (113) - Tanzania (40) - Tonga (22) - Trinidad y Tobago (82) - Tuvalu (3) - Uganda (65) - Vanuatu (14) - Zambia (22) |

## Símbolos
La mascota de los juegos fue un tigre antropomorfo, llamado "Shera". Su nombre proviene de "sher", una palabra hindi que significa tigre. Igualmente se compuso una canción para la mascota, compuesta por un popular compositor de la India, llamada Shera Shera.
La canción oficial de los Juegos fue compuesta e interpretada por el músico indio A. R. Rahman y se denominó Jiyo Utho Bado Jeeto. El título se inspira en el lema de los juegos «Ven a jugar» (en inglés, Come out and play).

## Ceremonia de apertura

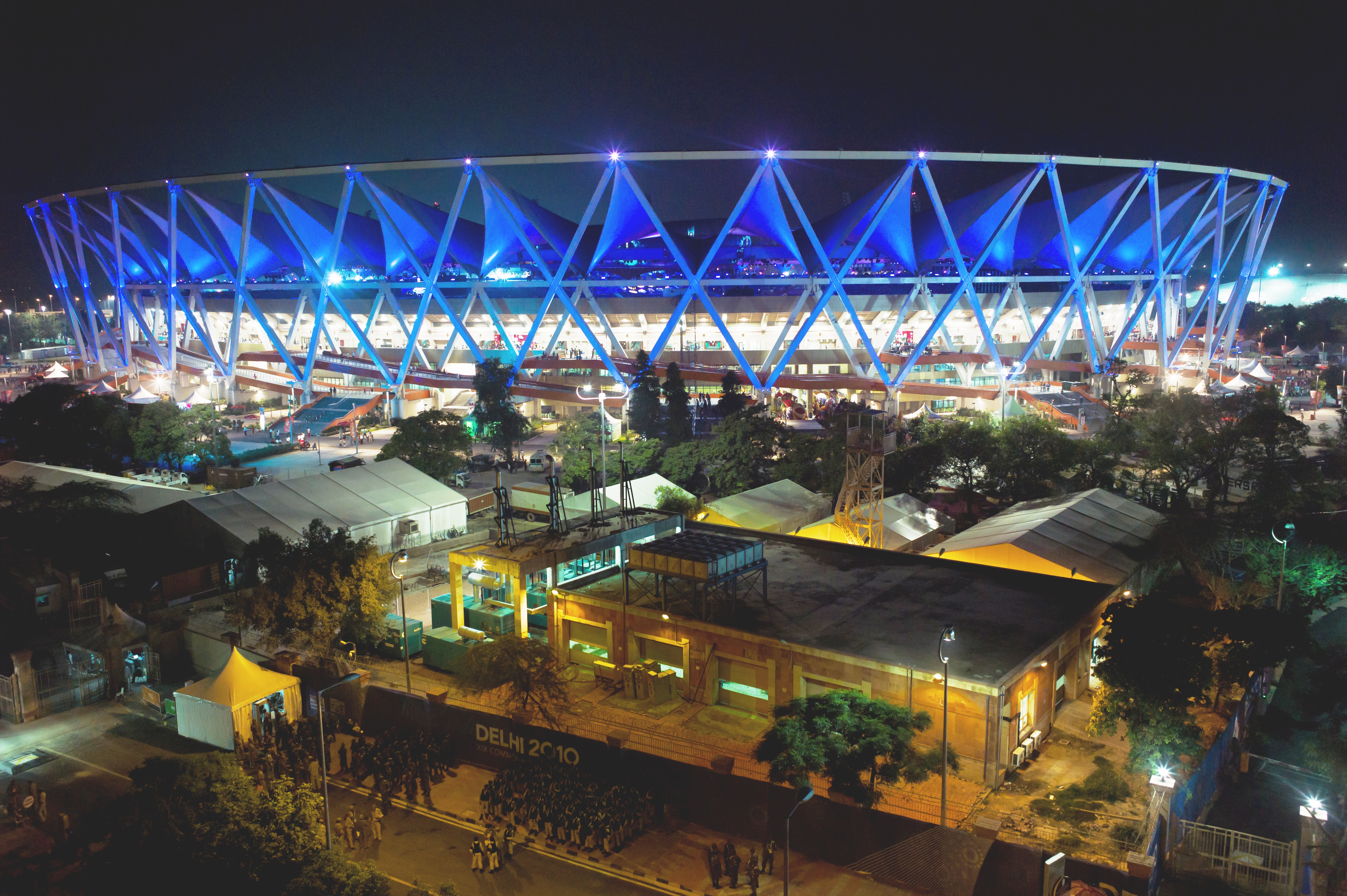
El Estadio Jawaharlal Nehru en la noche de la ceremonia de apertura

La ceremonia de apertura, con una duración de cuatro horas, se inspiró en la cultura de India y contó con un importante número de muestras de arte. El Príncipe de Gales, Carlos, asistió en representación de la reina Isabel II y estuvo acompañado por la presidenta de la India, Pratibha Patil, quien declaró oficialmente inaugurados los Juegos.

## Medallero
País organizador (India)
| Núm. | País                         | Oro | Plata | Bronce | Total |
| ---- | ---------------------------- | --- | ----- | ------ | ----- |
| 1    | Australia                    | 74  | 55    | 48     | 177   |
| 2    | India                        | 38  | 27    | 36     | 101   |
| 3    | Inglaterra                   | 37  | 59    | 46     | 142   |
| 4    | Canadá                       | 26  | 17    | 32     | 75    |
| 5    | Sudáfrica                    | 12  | 11    | 10     | 33    |
| 6    | Kenia                        | 12  | 11    | 9      | 32    |
| 7    | Malasia                      | 12  | 10    | 13     | 35    |
| 8    | Singapur                     | 11  | 11    | 9      | 31    |
| 9    | Nigeria                      | 11  | 10    | 14     | 35    |
| 10   | Escocia                      | 9   | 10    | 7      | 26    |
| 11   | Nueva Zelanda                | 6   | 22    | 8      | 36    |
| 12   | Chipre                       | 4   | 3     | 5      | 12    |
| 13   | Irlanda del Norte            | 3   | 3     | 4      | 10    |
| 14   | Samoa                        | 3   | 0     | 1      | 4     |
| 15   | Gales                        | 2   | 7     | 10     | 19    |
| 16   | Jamaica                      | 2   | 4     | 1      | 7     |
| 17   | Pakistán                     | 2   | 1     | 2      | 5     |
| 18   | Uganda                       | 2   | 0     | 0      | 2     |
| 19   | Bahamas                      | 1   | 1     | 3      | 5     |
| 20   | Sri Lanka                    | 1   | 1     | 1      | 3     |
| 21   | Nauru                        | 1   | 1     | 0      | 2     |
| 22   | Botsuana                     | 1   | 0     | 3      | 4     |
| 23   | San Vicente y las Granadinas | 1   | 0     | 0      | 1     |
|      | Islas Caimán                 | 1   | 0     | 0      | 1     |
| 25   | Trinidad y Tobago            | 0   | 4     | 2      | 6     |
| 26   | Camerún                      | 0   | 2     | 4      | 6     |
| 27   | Ghana                        | 0   | 1     | 3      | 4     |
| 28   | Namibia                      | 0   | 1     | 2      | 3     |
| 29   | Papúa Nueva Guinea           | 0   | 1     | 0      | 1     |
|      | Seychelles                   | 0   | 1     | 0      | 1     |
| 31   | Isla de Man                  | 0   | 0     | 2      | 2     |
|      | Mauricio                     | 0   | 0     | 2      | 2     |
|      | Tonga                        | 0   | 0     | 2      | 2     |
| 34   | Bangladés                    | 0   | 0     | 1      | 1     |
|      | Guyana                       | 0   | 0     | 1      | 1     |
|      | Santa Lucía                  | 0   | 0     | 1      | 1     |
|      | TOTAL                        | 272 | 274   | 282    | 828   |

## Múltiples ganadores

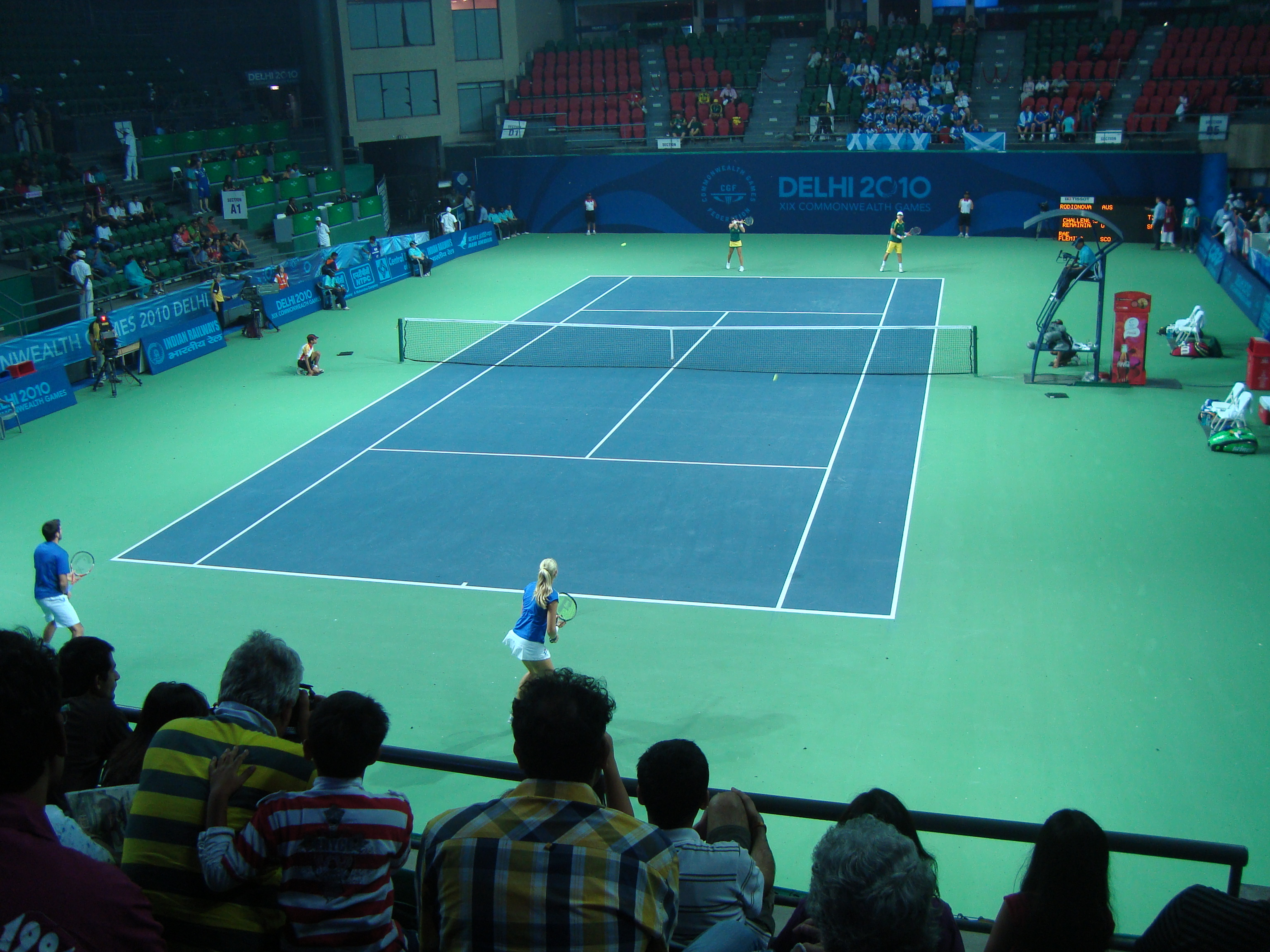
Tenis en los Juegos de la Mancomunidad

El tablero de multimedallas de los Juegos de la Mancomunidad de 2010 presenta a los deportistas que conquistaron más de una medalla en las competiciones deportivas realizadas en Nueva Delhi, India.
Fuente: Organización de los Juegos de la Mancomunidad de 2010.
| Clasificación | Deportista             | País       | Disciplina |   |   |   | Total |
| 1             | Alicia Jayne Coutts    | Australia  | Natación   | 2 | 0 | 0 | 2     |
| 2             | Liam John Tancock      | Inglaterra | Natación   | 1 | 1 | 0 | 2     |
| 3             | Francesca Jean Halsall | Inglaterra | Natación   | 1 | 0 | 1 | 2     |
| 4             | Emily Jane Seebohm     | Australia  | Natación   | 0 | 2 | 1 | 3     |
| 5             | Ashley Jason Delaney   | Australia  | Natación   | 0 | 0 | 2 | 2     |